# Космецевтика
Космеце́втика — це поєднання косметики і фармакології. Космецевтичні продукти це такі косметичні продукти із біологічно активними складниками, що ймовірно мають медичну або медикаментозну користь. Дослідження в галузі дерматології припускають, що біоактивні складники, які використовуються у космецевтиці приносять більшу користь ніж зволожуючі креми. Однак, окрім переваг деяких космецевтичних продуктів, немає жодних вимог, щоб довести, що ця продукція така як про неї говорять.
Етикетка «космецевтичний» стосується таких продуктів, які відносяться до продуктів місцевого застосування таких як: креми, лосьйони і мазі. Продукти, які мають схожу припустиму користь, але приймаються перорально, називаються нутрікосметикою.

## Критика
Термін космецевтика часто використовувався у рекламах косметики і міг вводити в оману споживача. Якщо споживач інтерпретує космецевтику у схожості до фармацевтичного продукту, він або вона може зробити висновок, що космецевтика повинна пройти ту ж перевірку на ефективність і контроль якості так як це вимагається від ліків. Це може дозволити роздрібному торговцеві брати із покупця більше грошей за продукт, який може насправді бути менш ефективним та/або гіршої якості, ніж від нього очікують.
Однак згідно з Управлінням по контролю за якістю харчових продуктів і лікарських препаратів, Закон про їжу, ліки і косметичні засоби не визнає такої категорії як космецевтика. Продуктом можуть бути або ліки, або косметика, або поєднання двох, але у жодному законі немає визначення терміна космецевтика.
Крім того, FDA стверджує, що Закон про харчові продукти, лікарські препарати та косметику визначає медикаменти, як такі, що лікують та полегшують біль. Також вони запобігають хвороби і пошкодження структури чи діяльності людського організму. Тоді як ліки підлягають ретельній перевірці та затвердження FDA, косметика не затверджується FDA перед продажем. Якщо продукт має лікувальні властивості, то й повинен затверджуватись, як ліки.
Для уникнення розслідування та каральних заходів Федеральною торговою комісією США , космецевтику, яку FDA не має наміру визнавати як ліки, ретельно маркують, щоб уникнути тверджень, які б визначили, що продукт має лікувальні властивості. Кожна з таких претензій, що стосується цього виробу, повинна бути підтверджена науковими доказами.
Загалом, виробникові космецевтики вигідно, що їхні вироби не підлягають затвердженню FDA, як медикаменти, тому що процес розгляду ліків через FDA може бути дуже дорогим та ліки можуть бути не допущені до продажу, якщо FDA відмовиться затверджувати продукт. Однак, як вже було зазначено, репутація продукту може помилково покращитись, якщо споживач помилково вважає, що «космецевтика» відповідає тим самим стандартами через FDA, що і медикаменти.